# Asthenorhina stanleyana
Asthenorhina stanleyana är en skalbaggsart som beskrevs av John Obadiah Westwood 1890. Asthenorhina stanleyana ingår i släktet Asthenorhina och familjen Cetoniidae. Inga underarter finns listade.